# Liste der Kulturdenkmale in Harmsdorf (Ostholstein)
In der Liste der Kulturdenkmale in Harmsdorf sind alle Kulturdenkmale der schleswig-holsteinischen Gemeinde Harmsdorf (Kreis Ostholstein) und ihrer Ortsteile aufgelistet (Stand: 10. März 2025).

## Legende
In den Spalten befinden sich folgende Informationen:
- Objekt-ID: die Nummer des Kulturdenkmales
- Lage: die Adresse des Kulturdenkmales und die geographischen Koordinaten. Kartenansicht, um Koordinaten zu setzen. In der Kartenansicht sind Kulturdenkmale ohne Koordinaten mit einem roten Marker dargestellt und können in der Karte gesetzt werden. Kulturdenkmale ohne Bild sind mit einem blauen Marker gekennzeichnet, Kulturdenkmale mit Bild mit einem grünen Marker.
- Offizielle Bezeichnung: Bezeichnung des Kulturdenkmales
- Beschreibung: die Beschreibung des Kulturdenkmales
- Bild: ein Bild des Kulturdenkmales

## Bauliche Anlagen
| Objekt-ID      | Lage                                               | Offizielle Bezeichnung                   | Beschreibung | Bild                             |
| -------------- | -------------------------------------------------- | ---------------------------------------- | --- | -------------------------------- |
| 1332 Wikidata  | Güldenstein (54° 13′ 7″ N, 10° 50′ 9″ O)           | Gut Güldenstein: Herrenhaus              | Das Gut Güldenstein wurde vermutlich in der ersten Hälfte des 16. Jahrhunderts begründet, es ging durch eine Erbteilung aus dem heute nicht mehr existenten Gut Gneningen hervor. Alteintragung (Aktualisierung vorgesehen) - Begründung: Alteintragung (Aktualisierung vorgesehen) - Schutzumfang: Alteintragung (Aktualisierung vorgesehen) - Denkmaltyp: Bauliche Anlage | weitere Fotos \| Fotos hochladen |
| 1924 Wikidata  | Güldenstein (54° 13′ 14″ N, 10° 50′ 8″ O)          | Gut Güldenstein: Torhaus                 | Alteintragung (Aktualisierung vorgesehen) - Begründung: Alteintragung (Aktualisierung vorgesehen) - Schutzumfang: Alteintragung (Aktualisierung vorgesehen) - Denkmaltyp: Bauliche Anlage | weitere Fotos \| Fotos hochladen |
| 1925 Wikidata  | Güldenstein (54° 13′ 9″ N, 10° 50′ 10″ O)          | Gut Güldenstein: Kavalierhaus            | Alteintragung (Aktualisierung vorgesehen) - Begründung: Alteintragung (Aktualisierung vorgesehen) - Schutzumfang: Alteintragung (Aktualisierung vorgesehen) - Denkmaltyp: Bauliche Anlage | BW                               |
| 1926 Wikidata  | Güldenstein (54° 13′ 9″ N, 10° 50′ 7″ O)           | Gut Güldenstein: Remise                  | Alteintragung (Aktualisierung vorgesehen) - Begründung: Alteintragung (Aktualisierung vorgesehen) - Schutzumfang: Alteintragung (Aktualisierung vorgesehen) - Denkmaltyp: Bauliche Anlage | BW                               |
| 1932 Wikidata  | Güldenstein (54° 13′ 13″ N, 10° 50′ 11″ O)         | Gut Güldenstein: Fachwerkscheune         | Alteintragung (Aktualisierung vorgesehen) - Begründung: Alteintragung (Aktualisierung vorgesehen) - Schutzumfang: Alteintragung (Aktualisierung vorgesehen) - Denkmaltyp: Bauliche Anlage | Fotos hochladen                  |
| 24778 Wikidata | Güldenstein (54° 13′ 15″ N, 10° 50′ 9″ O)          | Gut Güldenstein: Zufahrtsdamm am Torhaus | Alteintragung (Aktualisierung vorgesehen) - Begründung: Alteintragung (Aktualisierung vorgesehen) - Schutzumfang: Alteintragung (Aktualisierung vorgesehen) - Denkmaltyp: Bauliche Anlage | BW                               |
| 1929 Wikidata  | Güldenstein 14 – 20 (54° 13′ 19″ N, 10° 50′ 8″ O)  | Gut Güldenstein: ehem. Meierei           | Alteintragung (Aktualisierung vorgesehen) - Begründung: Alteintragung (Aktualisierung vorgesehen) - Schutzumfang: Alteintragung (Aktualisierung vorgesehen) - Denkmaltyp: Bauliche Anlage | BW                               |
| 1928 Wikidata  | Güldenstein 23 (54° 13′ 17″ N, 10° 50′ 7″ O)       | Gut Güldenstein: Verwalterhaus           | Alteintragung (Aktualisierung vorgesehen) - Begründung: Alteintragung (Aktualisierung vorgesehen) - Schutzumfang: Alteintragung (Aktualisierung vorgesehen) - Denkmaltyp: Bauliche Anlage | BW                               |
| 38308          | Hauptstraße 21 - 23 (54° 14′ 22″ N, 10° 49′ 57″ O) | ehem. Instenkate „Wilhelminenhöhe“       | ehem. Instenkate „Wilhelminenhöhe“; vor 1801; traufständiger Fachwerkbau, Außenwände mit Backsteinausfachung, reetgedecktes Walmdach - Begründung: geschichtlich, städtebaulich - Schutzumfang: gesamtes Objekt - Denkmaltyp: Bauliche Anlage | BW                               |
| 38305          | Hauptstraße (54° 14′ 24″ N, 10° 49′ 55″ O)         | Böttcherkate                             | Böttcherkate; 1663; Räucherkate, Außenmauern größtenteils in Fachwerk mit Backsteinausfachung, im Grootdörsturz datiert, reetgedecktes Walmdach mit Lukengauben über der Grootdör - Begründung: geschichtlich, städtebaulich, Kulturlandschaft prägend - Schutzumfang: gesamtes Objekt - Denkmaltyp: Bauliche Anlage                                                        | BW                               |
| 38311          | Rantzaufelde (54° 14′ 6″ N, 10° 50′ 14″ O)         | ehem. Meierhof                           | ehem. Meierhof; um 1800; eingeschossiges Wohnhaus in Wandständerbauweise mit Backsteinausfachung, pfannengedecktes Halbwalmdach; mit Zufahrtsallee - Begründung: geschichtlich, Kulturlandschaft prägend - Schutzumfang: ehem. Meierhof, Zufahrtsallee - Denkmaltyp: Bauliche Anlage                                                                                        | BW                               |

## Quelle
- Liste der Kulturdenkmale in Schleswig-Holstein – Kreis Ostholstein (PDF)

- Karte mit allen Koordinaten:
- OSM |
- WikiMap